# ノブナガ先生の幼な妻
『ノブナガ先生の幼な妻』（ノブナガせんせいのおさなづま）は、紺野あずれによる漫画作品。『月刊アクション』（双葉社）にて、2017年7月号から2019年10月号まで連載された。

## あらすじ
織田信長の末裔とされる織田信永は、ハーレムを作りたいという願望を抱いているが、彼女が出来ることもなくアラサーにさしかかろうとしていた。ある日、ノブナガは実家の蔵で割れた茶碗に触れた瞬間、空中から謎の少女が出現する場面に出くわす。ノブナガは少女の言動から、彼女が後の信長の正妻となる帰蝶だと気づくが、帰蝶は自分はあくまで形式として織田家に嫁いできたことを明確にし、妻の役目として子作りをノブナガに迫ってくる。こうして、夢の実現のためにあくまで好かれたいノブナガと帰蝶の攻防が始まるが、やがて信長の側室を名乗る転生者や側室の魂を宿す者がノブナガの周囲に次々と登場する。ノブナガは、信長に関係ある人間ばかり現れる原因がこの世に残した未練にあるからではないかと推測し、それを断ち切るための手段を講じるようになる。
生徒である枇杷島万結に宿った「お鍋の方」や同僚教師である星ヶ丘友里に宿った「慈徳院」を成仏させるのに成功するも、男だった明智光秀が女性となって現れるなど、トラブルは続く。
ある日、ノブナガの父が蔵で見つけた日本刀に触れたことでノブナガの中にいた先祖の「織田信長」が表に出てきてしまう。表に出てきた信長は前世でなし得なかった「天下布武」を子孫であるノブナガのオタク知識から得た「この世の女性と美少年を独占すること」で成し遂げようと行動を始める。

## 登場人物
声の項はテレビアニメ版の声優。
織田信永（）
声 - 酒井広大
本作品の主人公。社会科の教員として中学校に勤務する28歳の教諭。織田信長の末裔と言い伝えられてきた家の出身で、吉乃によると本当に信長の生まれ変わりとされる。字面こそ違うものの名前の読みが信長と同じことで幼少期より周囲のネタになってきた経緯から、自分の名前に良い印象を抱いていない。趣味はギャルゲーで、自分だけのハーレムを作りたいと考えるなど思考の端々にその影響が見られるが、それでも教師・社会人として倫理観がないわけでない。
女性との交際経験もないまま30代を迎えそうになっていたとき、信長にゆかりのある骨とう品や人物の子孫に触れることで、この世に未練のある信長の関係者たちを呼び出す力に覚醒。夢のハーレムを実現しようとしつつ、帰蝶たちの未練を断ち切る術を検討することになる。
前述の通り、信長由来の物品に触れた際のことを考え、普段は手袋を着けるようになる。
織田信長
かつて日本を統一する寸前までいった戦国大名。ノブナガが生まれた時から身体に宿っていたが、愛刀である「実休光忠」を手にしたことでノブナガと入れ替わりで表に出てくる。帰蝶を始めとした信長ゆかりの人物も信長の力で現世に呼び出されていた。
ノブナガの趣味・妄想を実現することで天下を獲ろうとするが、それは彼女も出来ない子孫を憐れんでのことだった。ノブナガ自身や帰蝶たちにそんなことをしてもノブナガのためにならず、喜びもしないと説得され、過去へ帰る。

斎藤帰蝶（）
声 - 上原あかり
ノブナガの実家の蔵に突如現れた14歳（数え年で15歳）の少女。信長に嫁ぐ直前の天文18年（1549年）から現代にタイムスリップしてきた帰蝶その人であり、ジト目とクールな性格が特徴。
前夫の土岐頼純が美濃に攻め入った経験から国元を守ることを命題と考え、美濃の将来を確たるものとするために信長本人であると認識したノブナガに子作りを執拗に迫る。一方、政治の道具としてのみ利用されてきた経緯から子作り以外にやりたいことが見いだせず、ノブナガの厚意で中学に編入される。その後しばらくは文化の異なる尾張にいると考えていたが、枇杷島らとともに岐阜城へと赴いた際、美濃の顛末や470年後にタイムスリップしてきた自分の立場を理解する。以後は太平の世である現代から元の時代に帰還しなくてもいいと考えるようになり、自分に分け隔てなく接するノブナガの正妻になりたいと心から思うようになる。そのため子作りをせがむ態度は変わっておらず、ノブナガからは「子を成すこと」が未練の内容ではないかと推察されている。
生駒吉乃（）
声 - 小澤亜李
岐阜城でノブナガが触れた陶器から出現した、帰蝶と同い年くらいの外見をした少女。自らを生駒吉乃の転生者と称し、3人の子を産んで永禄9年（1566年）に死亡するまでの記憶を有しているほか、これまで会ったことのある人物の祖先や宿った魂が誰なのかを視ることができる。
転生前から独占欲が強く、信長が音を上げるほどの性欲旺盛な人物であるため、未練の内容は「信長の正妻となること」と推測される。しかし帰蝶を始めとするライバルたちとの仲は良好で、共に生活する帰蝶とは懐妊するために協力することが多い。
枇杷島万結（）
声 - 結崎このみ
ノブナガの教え子である中学生。自ら作品を描くほどBLが好きで、偶然それを知ったノブナガに趣味を肯定されて以降、ノブナガに好意を寄せており、のちに告白している。
お鍋の方
万結の先祖。真面目で融通が利かない性格で、吉乃とは生前から口喧嘩をする仲だった。生前、信長と蘭丸の情事を偶然目撃したことで、「蘭丸が信長を攻める絵を描きたい」という未練を残している。そのため、ノブナガが蘭真に本番直前まで攻められようとする場面までを描かせることで成仏することに成功する。

星ヶ丘友里（）
声 - 田中茉理花
ノブナガのクラスの副担任を務める女性教師。24歳。周囲から絶賛される巨乳の持ち主。慈徳院の意識が表出するようになって以降、定期的に乳首を吸われないといられなくなる身体となる。慈徳院がめったに表に出てこない上に、ノブナガは男性としては最低な発言ばかりするので現状をもっとも拒絶している。
慈徳院
星ヶ丘の祖先で、ノブナガが触れると表出する。関西弁が特徴で天然な面が目立つ。織田信忠の乳母をしていた時から乳を吸われるのが好きだったことから、「子供と信長に乳を吸われ足りなかったこと」が未練の内容と推測される。また、（当時としては当たり前だが）側室として輿入れした当初は信長に対して特別好意的な感情はなかったとのこと。前世の縁が強い信忠の魂を受け継ぐノブナガの父・信繁に乳を吸われたことで成仏する。

熱田杏南（）
声 - 豊田萌絵
枇杷島の親友。信長にゆかりのある人物ではない一般人。明朗快活で、よくノブナガに対してツッコミを入れる。
織田市香（）
声 - 木下鈴奈
ノブナガの妹。淡い幻想ばかり抱くノブナガを呆れ半分ではあるが案じており、次々現れる信長ゆかりの人物たちに翻弄される兄をフォローする。吉乃によるとお市の方の生まれ変わり。
熱田蘭真（）
声 - 宮田幸季
杏南の弟。姉が認めるほど女子力が高く、趣味の女装をすると女に見紛うほど可憐な姿となる。
森蘭丸の生まれ変わりで、男と油断してノブナガが触れたことで蘭丸としての自覚が甦る。転生前は小姓として信長と親密な間柄であり、生前の未練だった「信長と結婚する」ことを叶えるため、ノブナガとの結婚を望む。
明智光秀（あけち みつひで）
ノブナガが帰蝶の懐剣に素手で触れてしまった際に現れた女性。一人称は「儂（わし）」で、自身は伏見で落ち武者狩りの農民に討たれた光秀本人だと言う。雑誌掲載時に初めて登場した際はストレートの黒髪だったが、次の回からは白髪のソバージュヘアとなり、コミックスでも修正された。
信長に謀反を起こした理由は「忠勤を尽くしたのに全く報われなかったから（一番よく言われている仮説）」だそうだが、若い娘になってしまった理由は不明。生前の不幸振りから褒められるのに弱い。
織田信繁（）、織田花恵（）
ノブナガと市香の両親。自分の家が信長ゆかりの家だと信じている訳ではないが、実家には蔵があって中には全体を把握しきれないほどの数の骨董が収蔵されているなど、かなりの旧家。息子のノブナガには35までには結婚して跡取りを作ってほしいと考えている。
教育長を務める信繁は織田信忠の生まれ変わりで、それに気づいた慈徳院の反応から星ヶ丘先生に乳を吸うよう迫られ、浮気か不倫か夫婦の危機かと疑われた。

## 書誌情報
- 紺野あずれ 『ノブナガ先生の幼な妻』 双葉社〈アクションコミックス〉、全5巻
  1. 2017年11月10日発行（同日発売[4]）、ISBN 978-4-575-85061-1
  2. 2018年5月11日発行（同日発売[5]）、ISBN 978-4-575-85153-3
  3. 2018年12月12日発行（同日発売[6]）、ISBN 978-4-575-85240-0
  4. 2019年3月12日発行（同日発売[7]）、ISBN 978-4-575-85277-6
  5. 2019年10月11日発行（同日発売[8]）、ISBN 978-4-575-85359-9

## テレビアニメ
2019年4月から6月までTOKYO MX『ふたばにめ！』枠（『超可動ガール1/6』『女子かう生』との連結）ほかにて放送された。
一部描写ではキャラマークと言ったエフェクトで胸などの部分隠しを行っているが、地上波および一部配信媒体ではさらにキャラクターの全身を発光させるといった2重の伏せ処理を掛けている。6話においては制作会社つながりで「とのさま劇場」と称し、一般放送・配信版での伏せ表現で対応できないシーンを別のカットに差し替えて対応している。

### スタッフ
- 原作 - 紺野あずれ[3]
- 監督 - 佐々木勅嘉[3]
- シリーズ構成 - 翌有蔵[3]
- キャラクターデザイン・総作画監督 - 西川鷹司[9]
- プロップデザイン - 菊地シュンスケ[10]
- 美術 - NAMU ANIMATION[10]
- 色彩設計 - 近藤直登[10]
- 撮影監督・編集 - 堀川和人[10]
- 音響監督 - 阿部信行[10]
- 音響制作 - オンリード[10]
- 音楽制作 - アップドリーム[10]、日本テレビ音楽
- 音楽プロデュース - 宝野聡史、山田公平
- プロデューサー - 柱山泰佐、戸沼志津子、荒木洋之、伊藤大河、岩谷能宣
- アニメーション制作 - アニメーションスタジオ・セブン[3]
- 製作 - 「ノブナガ先生の幼な妻」製作委員会

### 主題歌
「恋せよみんな、ハイ！」
Pyxisによるオープニングテーマ。作詞は畑亜貴、作曲・編曲はTom-H@ck。
「Returner Butterfly」
立花理香によるエンディングテーマ。作詞は松井洋平、作曲は俊龍、編曲は中土智博。

### 各話リスト
| 話数   | サブタイトル             | シナリオ   | 絵コンテ       | 演出           | 作画監督                   |
| ------ | ------------------------ | ---------- | -------------- | -------------- | -------------------------- |
| 第1話  | 妻が来たのは いいものの  | 翌有蔵     | 佐々木勅嘉     | 佐々木勅嘉     | 徐鴉侠                     |
| 第2話  | ノブナガの決意           | 翌有蔵     | 佐々木勅嘉     | 佐々木勅嘉     | 竹内一将                   |
| 第3話  | 帰蝶 学校へ行く          | 翌有蔵     | 半田大貴       | 半田大貴       | Hwang Youngsik             |
| 第4話  | 稲葉山城へ               | 翌有蔵     | 馬場竜一       | 馬場竜一       | 菊地シュンスケ             |
| 第5話  | 二人目                   | 翌有蔵     | 半田大貴       | 倉森六郎       | Hwang Youngsik             |
| 第6話  | 背中を流します           | 佐々木勅嘉 | みうらさぶろう | 倉森六郎       | 徐鴎侠 半田大貴 川上俊弘   |
| 第7話  | 三人目                   | 佐々木勅嘉 | 佐々木勅嘉     | 佐々木勅嘉     | 吉田肇 佐々木勅嘉          |
| 第8話  | 四人目                   | 翌有蔵     | 馬場竜一       | 馬場竜一       | 竹内一将                   |
| 第9話  | 好きの理由               | 佐々木勅嘉 | 半田大貴       | 半田大貴       | Kim Bongduk                |
| 第10話 | 五人目!?                 | 佐々木勅嘉 | みうらさぶろう | 布施康之       | Han Seunghee               |
| 第11話 | 慈徳院とお鍋の方の望み   | 翌有蔵     | 佐々木勅嘉     | 菊地シュンスケ | 菊地シュンスケ             |
| 第12話 | 妻は帰らないと言いました | 翌有蔵     | 佐々木勅嘉     | 佐々木勅嘉     | 西川鷹司 野沢弘樹 山本雄貴 |

### 放送局
| 放送期間                                                                      | 放送時間                         | 放送局   | 対象地域 | 備考                                            |
| ----------------------------------------------------------------------------- | -------------------------------- | -------- | -------- | ----------------------------------------------- |
| 2019年4月6日 - 6月22日                                                        | 土曜 23:20ごろ - 23:30           | AT-X     | 日本全域 | 製作参加 / CS放送 / R+15指定 / リピート放送あり |
| 2019年4月9日 - 6月25日                                                        | 火曜 0:20ごろ - 0:30（月曜深夜） | TOKYO MX | 東京都   |                                                 |
| 2019年4月10日 - 6月26日                                                       | 水曜 0:20ごろ - 0:30（火曜深夜） | BSフジ   | 日本全域 | BS/BS4K放送 / 『アニメギルド』枠                |
| 全局『ふたばにめ！』枠で、『超可動ガール1/6』、『女子かう生』とセットで放送。 |                                  |          |          |                                                 |

| 配信開始日   | 更新時間         | 配信サイト                                                   | 備考                       |
| ------------ | ---------------- | ------------------------------------------------------------ | -------------------------- |
| 2019年4月8日 | 月曜 12:00 更新  | AbemaTV ビデオマーケット U-NEXT クランクイン!テレビ あにてれ |                            |
| 2019年4月9日 | 火曜 0:00 - 0:30 | ニコニコ生放送                                               | 『ふたばにめ！』枠一挙配信 |
|              | 火曜 0:00 更新   | GYAO!                                                        |                            |
|              | 火曜 0:30 更新   | ニコニコ動画                                                 |                            |
|              | 火曜 12:00 更新  | バンダイチャンネル                                           |                            |

### BD / DVD
| 巻 | 発売日        | 収録話         | 規格品番    | 規格品番    |
| 巻 | 発売日        | 収録話         | BD          | DVD         |
| -- | ------------- | -------------- | ----------- | ----------- |
| 上 | 2019年6月28日 | 第1話 - 第6話  | MP-BD0001/2 | MP-DV0001/2 |
| 下 | 2019年7月26日 | 第7話 - 第12話 | MP-BD0003/4 | MP-DV0003/4 |